# Adoretus seydeli
Adoretus seydeli är en skalbaggsart som beskrevs av Ohaus 1938. Adoretus seydeli ingår i släktet Adoretus och familjen Rutelidae. Inga underarter finns listade i Catalogue of Life.